# 蘭福德 (卑詩省)
蘭福德（英語：Langford）是加拿大卑詩省西南部首府地區一座城市，坐落溫哥華島南部，北鄰高地區，東接維尤羅亞爾，東南臨科爾伍德，南鄰梅特喬辛，西面則與非建制地區胡安·德·富卡選區為鄰。據2011年加拿大人口普查所示，蘭福德市內人口為29228人。

## 歷史
蘭福德一帶原為沙利殊原住民族（Salish）的地域。1840年代，哈德遜灣公司取得此帶地域的操控權，並從1850年起透過其轄下的普吉特海灣農業公司（Puget's Sound Agricultural Company）在此設立數個農莊，為鄰近的維多利亞堡（即現維多利亞市）供應食糧。其中一個農莊由愛德華·蘭福德（Edward Langford）設立，名為“科爾伍德”（Colwood），覆蓋現蘭福德市和科爾伍德市的大部分範圍，此地遂以他為名。
蘭福德於1992年12月8日建制為區域自治體（district municipality），再於2003年12月1日改設為市。

## 交通
區內的主要幹道為卑詩省1號公路（橫加公路），向西北通往乃磨，向東南通往維尤羅亞爾、沙尼治和省府維多利亞。蘭福德也是卑詩省14號公路的東端終點，該公路自此向西通往梅特喬辛、蘇克和倫弗魯港。航空交通方面，最接近蘭福德的主要機場為位於北沙尼治的維多利亞國際機場。

## 外部連結
- （英文）City of Langford （页面存档备份，存于）－蘭福德市政府官方網站